# Karin Frostenson
Karin Frostenson, egentligen Karin Alma Birgitta Lidman, ursprungligen Frostenson, född 4 januari 1946, är en svensk konstnär.
Hon ingick i den inre kretsen kring tidskriften PUSS tillsammans med Lars Hillersberg, Carl-Johan De Geer, Lena Svedberg och Ulf Rahmberg. Tillsammans med Kajsa Magnusson har hon ägnat sig åt multimediaproduktion. Frostenson finns representerad vid Moderna museet, Länsmuseet Gävleborg och Nationalmuseum.
Frostenson var 1967–1981 gift med Lars Hillersberg och 1982–2001 med Erik Saltnessand.  Hon är dotter till Anders Frostenson och Ulla Lidman-Frostenson samt kusin till Katarina Frostenson.